# Bougainvillia
Bougainvillia is een geslacht van neteldieren uit de familie van de Bougainvilliidae.

## Soorten
- Bougainvillia aberrans Calder, 1993
- Bougainvillia aurantiaca Bouillon, 1980
- Bougainvillia bitentaculata Uchida, 1925
- Bougainvillia britannica (Forbes, 1841)
- Bougainvillia carolinensis (McCady, 1859)
- Bougainvillia chenyapingii Xu, Huang & Guo, 2007
- Bougainvillia crassa Fraser, 1938
- Bougainvillia dimorpha Schuchert, 1996
- Bougainvillia frondosa Mayer, 1900
- Bougainvillia fulva Agassiz & Mayer, 1899
- Bougainvillia inaequalis Fraser, 1944
- Bougainvillia involuta Uchida, 1947
- Bougainvillia lamellata Xu, Huang & Liu, 2007
- Bougainvillia longistyla Xu & Huang, 2004
- Bougainvillia macloviana Lesson, 1830
- Bougainvillia meinertiae Jäderholm, 1923
- Bougainvillia multitentaculata Foerster, 1923
- Bougainvillia muscoides (Sars, 1846)
- Bougainvillia muscus (Allman, 1863) = Haarpijpje
- Bougainvillia niobe Mayer, 1894
- Bougainvillia pagesi Nogueira et al., 2013
- Bougainvillia papillaris Xu, Huang & Guo, 2014
- Bougainvillia paraplatygaster Xu, Huang & Chen, 1991
- Bougainvillia platygaster (Haeckel, 1879)
- Bougainvillia principis (Steenstrup, 1850)
- Bougainvillia pyramidata (Forbes & Goodsir, 1853)
- Bougainvillia reticulata Xu & Huang, 2006
- Bougainvillia rugosa Clarke, 1882
- Bougainvillia superciliaris (L. Agassiz, 1849)
- Bougainvillia triestina Hartlaub, 1911
- Bougainvillia vervoorti Bouillon, 1995